# Leonardo Sciascia

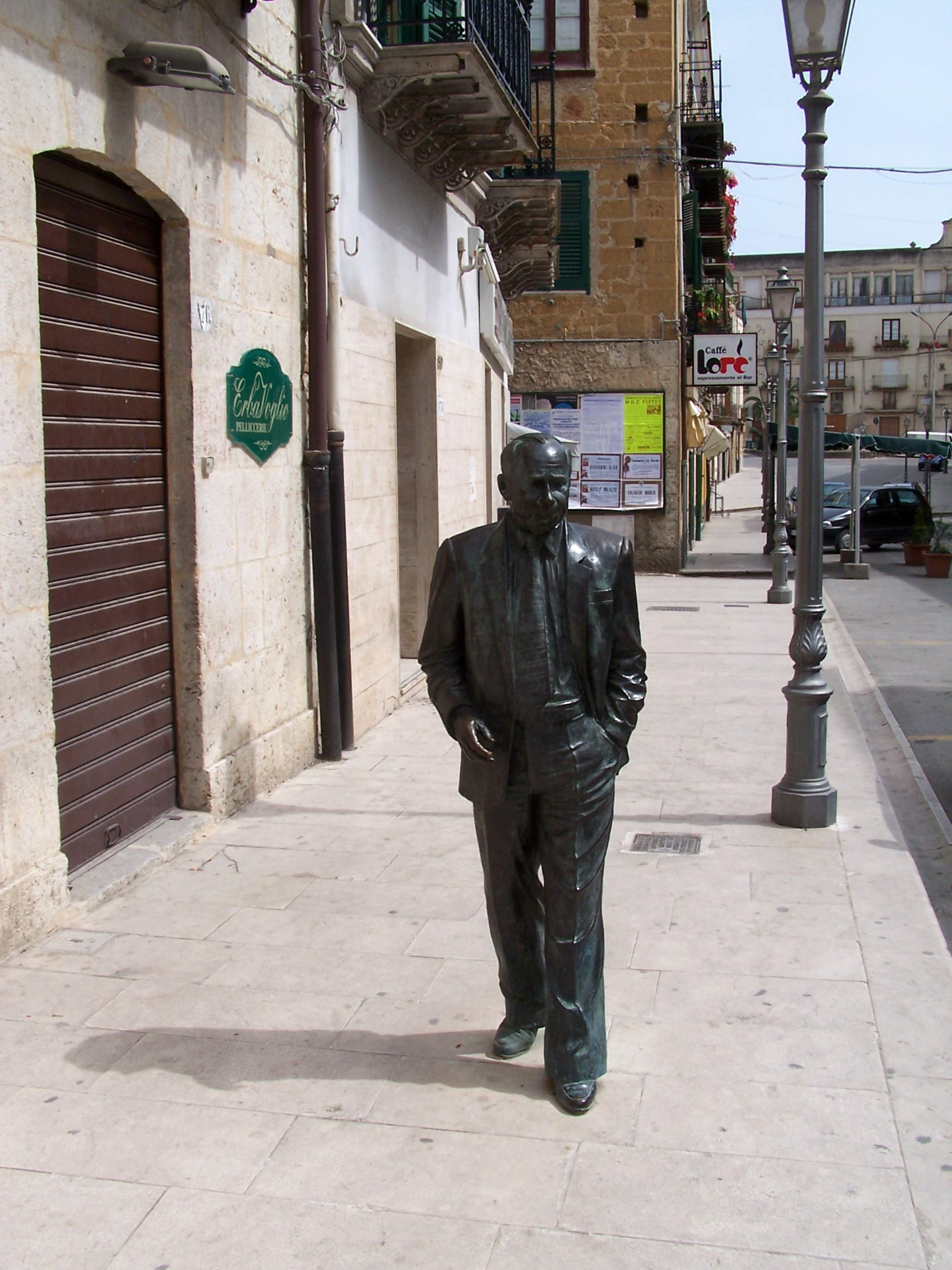
Estatua de Leonardo Sciascia en Racalmuto

Leonardo Sciascia [leoˈnardo ˈʃaːʃa] (Racalmuto, Agrigento; 8 de enero de 1921-Palermo, 20 de noviembre de 1989) fue un escritor italiano.

## Biografía
Hijo menor del administrador de una azufrera, Leonardo Sciascia estudió magisterio en Caltanissetta (Sicilia) y dedicó parte de su vida a la enseñanza (en Racalmuto entre 1949 y 1957, y en Caltanissetta desde 1957 a 1969). Publicó su primer libro en 1956, Las parroquias de Regalpetra, una narración aparentemente neorrealista, en realidad autobiográfica y ensayística ambientada en un pueblo siciliano, trasunto claro de Racalmuto.
Después de su jubilación anticipada en 1970, ejerció el periodismo (Corriere della Sera), junto con la práctica de la literatura y la enseñanza hasta convertirse en uno de los novelistas italianos más importantes del siglo XX. Simpatizó con el Partido Comunista Italiano del que acabaría apartándose para adoptar una posición independiente, lo mismo le pasó con el Partido Radical. En efecto, fue elegido en 1975 por la lista comunista como concejal de la ciudad de Palermo, pero dimitió dos años más tarde; luego fue elegido diputado europeo y diputado al congreso italiano (1979-1983) por el Partido Radical de Marco Panella.
Formó parte de la comisión de investigación sobre el secuestro y asesinato de Aldo Moro, a propósito de lo cual escribió El Caso Moro (1978). Falleció de cáncer en Palermo (1989). Todo ello le valdría un amplio reconocimiento y estima, hasta el punto de que escritores, políticos y público en general lo consideraran "conciencia crítica de Italia" por su implacable denuncia de la corrupción política y de la violencia mafiosa.

## Temas
Sicilia y los sicilianos están presentes en la mayoría de sus obras, traducidas a numerosos idiomas. Fue un gran conocedor de España, que está presente en varios de sus libros y en especial en Horas de España, y leyó especialmente a Cervantes y a José Ortega y Gasset. Decía de El Quijote, «que debía leerse como mínimo dos veces». A lo largo de las más de treinta obras que dejó publicadas, Sciascia legó su interpretación del mundo y de los grandes interrogantes de la humanidad a través de su "sicilianidad", no en vano la mayor parte de sus novelas están ambientadas en esta isla mediterránea.
Publicó en 1961 su primera novela policiaca sobre la mafia, El día de la lechuza. Otra de ese tipo es A cada cual lo suyo (1966). En El archivo de Egipto describió Sicilia a finales del siglo XVIII. En el último decenio publicó un buen número de novelas breves de gran intensidad: El teatro de la memoria, 1912+1, La bruja y el capitán, Puertas abiertas, El caballero y la muerte y Una historia sencilla. Destacó particularmente por sus retratos del poder político italiano, reflejando la complejidad de sus implicaciones con el mundo empresarial y su penetración en la cultura y la sociedad italianas. Buen ejemplo de ello fue su obra Todo modo (1974).

## Obras
- Le favole della dittatura, Bardi, Roma 1950
- La Sicilia, il suo cuore, Bardi, Roma, 1952
- Pirandello e il pirandellismo, Salvatore Sciascia, Caltanissetta, 1953
- Le parrocchie di Regalpetra, Laterza, Bari, 1956 e 1967
- Gli zii di Sicilia, Salvatore Sciascia, Caltanissetta, 1958 y Turín, Einaudi, 1960 con L'antimonio
- Il giorno della civetta, Turín, Einaudi, 1961
- El archivo de Egipto, Turín, Einaudi, 1963
- Morte dell'Inquisitore, Laterza, Bari, 1964
- L'Onorevole, Turín, Einaudi, 1965
- Feste religiose in Sicilia (fotografías de Ferdinando Scianna), Bari, Leonardo da Vinci, 1965
- A ciascuno il suo, Turín, Einaudi, 1966
- Narratori in Sicilia (con S. Guglielmino), Milán, Mursia, 1967
- Recitazione della controversia liparitana dedicata ad A.D., Turín, Einaudi, 1969
- La corda pazza, Turín, Einaudi, 1970
- Atti relativi alla morte di Raymond Roussel, Palermo, Esse Editrice, 1971
- Il contesto, Turín, Einaudi, 1971
- Il mare color del vino, Turín, Einaudi, 1973
- Todo modo, Turín, Einaudi, 1974
- La scomparsa di Majorana, Turín, Einaudi, 1975
- Cola pesce, Emme Edizioni, 1975
- I pugnalatori, Turín, Einaudi,  1976
- Candido, ovvero un sogno fatto in Sicilia, Turín, Einaudi, 1977
- L'affaire Moro, Palermo, Sellerio, 1978
- Nero su nero, Turín, Einaudi, 1979
- Dalle parti degli infedeli, Palermo, Sellerio, 1979
- Il teatro della memoria, Einaudi, Torino, 1981
- Conversazioni in una stanza chiusa, Milán, Sperling & Kupfer, 1981 (con Davide Lajolo).
- Kermesse, Palermo, Sellerio, 1982
- La sentenza memorabile, Palermo, Sellerio, 1982
- Cruciverba, Turín, Einaudi, 1983
- Cronachette, Palermo, Sellerio, 1983
- Per un ritratto dello scrittore da giovane, Palermo, Sellerio, 1985
- La strega e il capitano, Milán, Bompiani, 1986
- 1912+1, Milán, Adelphi, 1986
- Porte aperte, Milán, Adelphi, 1987
- Il cavaliere e la morte, Milán, Adelphi, 1988
- Ore di Spagna, Pungitopo, Marina di Patti, 1988
- Alfabeto pirandelliano, Milán, Adelphi,  1989
- Una storia semplice, Milán, Adelphi, 1989
- Occhio di capra, Milán, Adelphi, 1990
- Fatti diversi di storia letteraria e civile, Palermo, Sellerio, 1989
- A futura memoria (se la memoria ha un futuro), Milán, Bompiani, 1989
- Per un ritratto dello scrittore da giovane, Milán, Adelphi, 2000, ed. muy ampliada con respecto a la de 1985
- Il fuoco nel mare, Milán, Adelphi, 2012
- Fine del carabiniere a cavallo. Saggi letterari, Milán, Adelphi, 2017

## Traducciones al castellano
- Fábulas de la dictadura (1950)
- Sicilia en el corazón, poesía
- Pirandello y Sicilia (1953), ensayos
- Las parroquias de Regalpetra, Barcelona, Bruguera, 1982, con Muerte del inquisidor de 1964.
- Los tíos de Sicilia, Barcelona, Tusquets, 1992; or. 1959 y 1960 segunda versión.
- La controversia liparitana (1969), teatro
- El archivo de Egipto (titulado como Privilegio y poder), Barcelona, Bruguera, 1977.
- Cándido o un sueño siciliano, Barcelona, Bruguera, 1979.
- El contexto, Barcelona, Bruguera, 1981.
- El mar de color de vino, Barcelona, Bruguera, 1978, cuentos.
- En tierra de infieles, Barcelona, Bruguera, 1982.
- Todo modo, Barcelona, Bruguera, 1982.
- Negro sobre negro, Bruguera, Barcelona, 1984, anotaciones.
- Mata Hari en Palermo, Barcelona, Montesinos,  1986, artículos.
- 1912+1, Barcelona, Tusquets, 1987.
- Sin esperanza no pueden plantarse olivos, Barcelona, Laia, 1987, entrevistas.
- El caballero y la muerte, Barcelona, Tusquets, 1989.
- Horas de España, Barcelona, Tusquets, 1990, libro de reflexiones sobre España, con fotos de Scianna.
- Crucigrama, México, FCE, 1990, artículos.)
- Fuego en el alma, Mondadori, 1992, conversaciones.
- El caso Aldo Moro, Barcelona, Destino, 1996; Tusquets, 2013 ISBN 978-84-8383-370-4
- Una historia sencilla, Barcelona, Tusquets, 2002.
- Puertas abiertas, Barcelona, Tusquets, 2005
- La bruja y el capitán, Barcelona, Tusquets, 2006.
- Los apuñaladores, Barcelona, Tusquets, 2006.
- El día de la lechuza, Barcelona, Tusquets, 2007.
- La desaparición de Majorana, Barcelona, Tusquets, 2007.
- A cada cual, lo suyo, Barcelona, Tusquets, 2009.
- El teatro de la memoria, Barcelona, Tusquets, 2009.
- El mar del color del vino, Barcelona, Tusquets, 2010.
- Actas relativas a la muerte de Raymond Roussel, Madrid, Gallo Nero, 2010.
- Muerte del inquisidor, Barcelona, Tusquets, 2012.
- El hombre del pasamontañas: crónicas, Ediciones de Intervención Cultural, 2014.
- Una comedia siciliana, Madrid, Gallo Nero, 2016 (or. Il fuoco nel mare.

## Teatro y cine
El diputado (1965) es una de las tres piezas teatrales que escribió. 
Pocas de sus obras fueron adaptadas al cine pero destacan dos filmes italianos basados en sus obras: 
- A cada uno lo suyo (1967), interpretada por Gian Maria Volonté e Irene Papas, y
- Todo modo (1976), ambas de Elio Petri.

## Sciascia en la prensa española
- "Italianos". Entrevista a Leonardo Sciascia. "Otros pueblos", TVE, 1983.
- "Mezza voce. Sciascia visita la historia", Daniel Fernández, El País, 8 de octubre de 1987.
- "La prosa no perdona", Juan Cruz, El País, 8 de octubre de 1987.
- "En Sicilia hay que ser lobo o San Francisco", Juan Arias, El País, 8 de agosto de 1988.
- "Murió Leonardo Sciascia, conciencia crítica de Italia", Juan Cruz, El País, 21 de noviembre de 1989.
- "Tentáculos de la Mafia", editorial de El País, 8 de agosto de 1988.
- "Defensa siciliana", Fernando Savater, El País, 21 de noviembre de 1989.
- "Italia llora la muerte de Sciascia", Rosa Massagué, El Periódico de Catalunya, 21 de noviembre de 1989.
- "Un pesimista productivo", Manuel Forasté, El Periódico de Catalunya, 21 de noviembre de 1989.
- "Una interpretación siciliana del mundo", Pedro Sorela, 'El País, 21 de noviembre de 1989.
- "El milagro de un discurso", Carlos Barral, El País, 23 de noviembre de 1989.
- "El poder de la Mafia", Alexander Stille, El País, 17 de mayo de 2008.

## Trabajos en castellano sobre Sciascia
- Leonardo Sciascia, dir. por Sebastiano Gesù, Catania, Giuseppe Maimone Editore, 1992
- Narratori siciliani del secondo dopoguerra, dir. por Sarah Zappulla Muscarà, Catania, Giuseppe Maimone Editore, Catania, 1990
- Cadaveri Eccellenti, dir. por Sebastiano Gesù, Catania, Giuseppe Maimone Editore, 1992
- M. Collura, Sciascia. El maestro de Regalpetra, Madrid, Alfaguara, 2001, biografía.
- J. Serrano Puche, Historia y ficción en la obra de L. Sciascia. Estudio comparativo de La scomparsa di Majorana e Il cavaliere a la morte, TD (23-I-2009), Facultad de Comunicación, Universidad de Navarra.
- Entrevista elaborada y bibliografía en Reales e imaginarios. Diálogos, cuatro.ediciones, 2010, ISBN 978-84-933199-5-3